# Susuacanga unicolor
Susuacanga unicolor là một loài bọ cánh cứng trong họ Cerambycidae.